# NASA X-43
NASA X-43 byl experimentální bezpilotní hypersonický letoun, který vznikl v programu Hyper-X. Vývoji tohoto prostředku se věnovala NASA. Letoun stanovil několik rekordů pro letadla s proudovým motorem. V roce 2004 se X-43A zapsal do Guinessovy knihy rekordů, jako letoun, který dosáhl rychlosti Mach 9,6 ve výšce 33 223 m (109 000 stop).

## Vývoj

### Hyper-X
Vývoj byl zahájen roku 1996 v rámci programu Hyper-X na nějž NASA vyhradila částku 230 milionů USD. Do jeho vývoje bylo zapojeno ředitelství leteckých výzkumných misí ve Washingtonu spolu s Langley Research Center, Hampton, VA, a Dryden Flight Research Center, Edwards, Langley bylo vedoucím centrem zodpovědným za vývoj hypersonických technologií. Dryden Flight Research Center bylo zodpovědné za letový výzkum, integraci hardwaru a testování. Společnost Orbital Sciences dodala pro projekt urychlovací stupně Pegasus. Přezkoumání návrhu nosné rakety proběhlo v Arizoně roku 1997 v zařízení Orbital Chandler. Pro stavbu bezpilotního letadla NASA vybrala společnost Micro Craft a výrobu pohonné jednotky svěřila firmě General Applied Science Laboratory.

### Testování

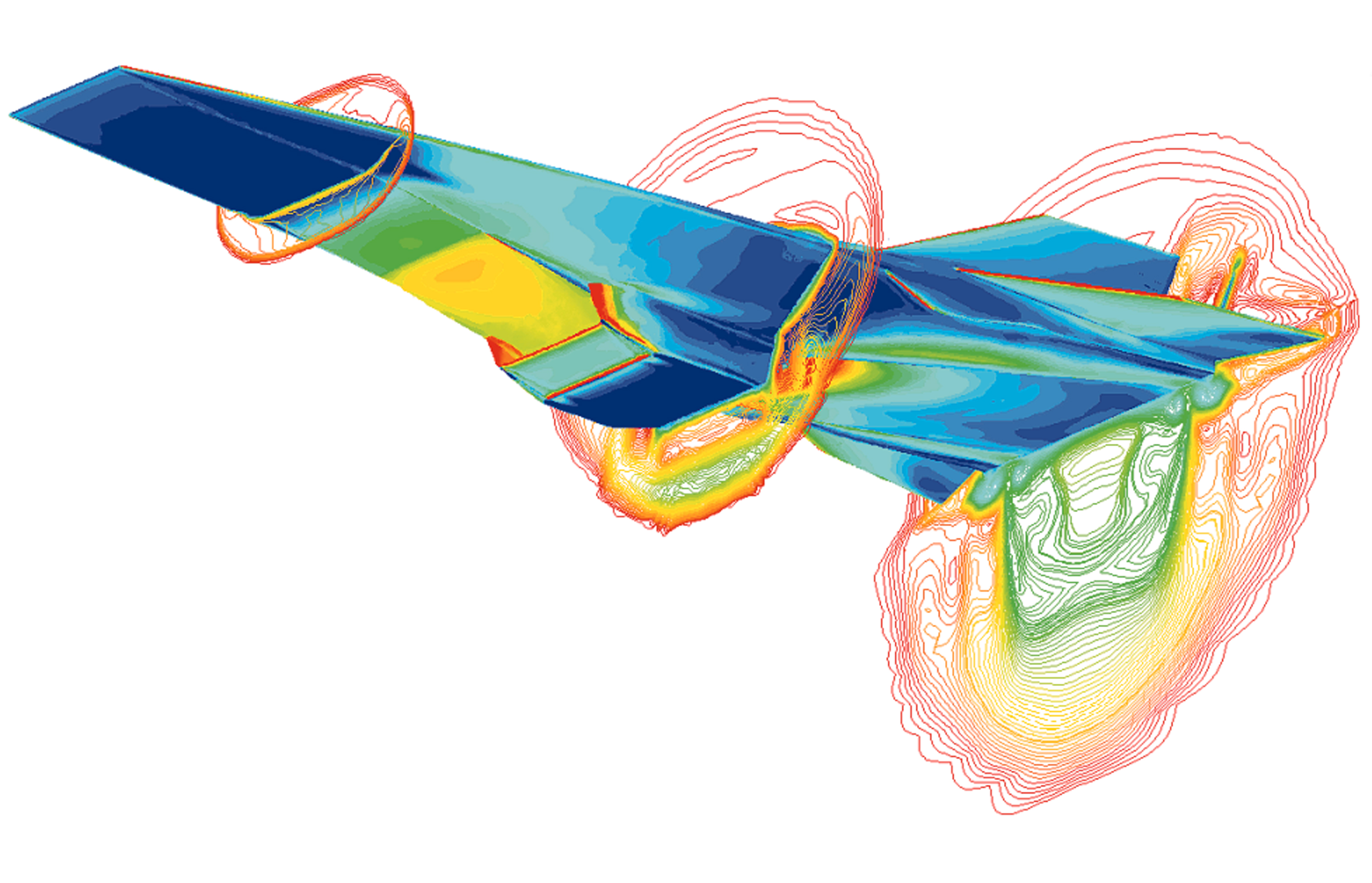
CFD snímek letounu X-43A při aktivovaném scramjetu při překonávání rychlosti Mach 7. Obrázek zobrazuje přenos tepla na povrch letounu. Červená barva znázorňuje největší tepelné namáhání. Okolo letounu je také znázorněno pole toku prostředí.

První pokus o let X-43A, který se odehrál 2. června 2001 skončil hned zpočátku nezdarem, neboť NASA přišla o kontrolu nad urychlovacím stupněm Pegasus jen několik vteřin po jeho vypuštění z nosného letounu NB-52D z Drydenova leteckého výzkumného střediska. Osm vteřin po zážehu raketového motoru došlo ke ztrátě kontroly nad sestavou X-43A a urychlovacího stupně. Následně letoun dostal pokyn k autodestrukci. Trosky letounu dopadly do vymezené oblasti v Tichém oceánu. Vyšetřování neúspěšného startu odhalilo chybu v systému řízení letu, které bylo způsobeno nesprávným modelováním sil, které vznikaly při startu ve výšce 20 000 stop místo startu ve výšce 40 000 stop. Nižší výška startu byla zvolena s ohledem na nutné vyhoření urychlovacího stupně, před oddělením X-43A.
Vyšetření nezdaru a nápravná opatření oddálilo další let téměř o tři roky. Došlo ke zvýšení výšky startu na 40 000 stop, tak aby profil startu více odpovídal běžnému profilu letu boosteru Pegasus. Aby byla dodržena rychlost Mach 7 při níž se měl letoun oddělit bylo z boosteru odstraněno přibližně 3 000 liber  tuhého raketového paliva. Neboť raketový motor boosteru nelze vypnout, musí mu dojít palivo. A došlo i na jiné úpravy boosteru a X-43, které měly odstranit problémy, které odhalilo vyšetřování. Pro překonání aerodynamického zatížení bylo nutné přidat výkonnější akční členy řídících ploch.
Druhý pokus o let proběhl 27. března 2004. Po separaci od urychlovacího stupně Pegasus-XL došlo k úspěšné aktivaci scramjetu. Pohonná jednotka při něm prokázala, že je schopna poskytnout letounu tah, který je schopen překonat odpor prostředí a urychlit letoun. Což byl jeden z výzkumných cílů tohoto letu. X-43A při něm dosáhl rychlosti Mach 6,83. Agentura NASA k této události uvádí, že se jednalo o první použití scramjetu za letu. Letoun po skončení zážehu motoru uskutečnil za hypersonického letu manévry pro získání dat a svůj let zakončil nárazem do Tichého oceánu v plánované zóně dopadu.
Třetí postavený letoun X-43A absolvoval svůj let 16. listopadu 2004. Letoun při něm dokázal zrychlit na rychlost Mach 9,68 a dosáhnout výšky 33 223 m (108 999 ft). Pro tento let dostal letoun dodatečnou tepelnou ochranu.
Motor letounu běžel při těchto letech po dobu přibližně 10 sekund po nichž následoval klouzavý let, který trval okolo 10 minut.
Následující fáze programu X-43 nepokračovaly, ale v roce 2006 na ně navázal jiný experimentální letoun Boeing X-51 Waverider.

## Konstrukce
X-43 bylo malé nepilotované letadlo, které bylo určeno na jedno použití. Tělo letounu tvořilo vztlakové těleso, které pro letoun vytvářelo větší vztlak než klasická křídla. K pohonu letounu sloužil scramjet, který jako palivo využíval vodík a vzduch, který vstupoval do pohonné jednotky.

## Varianty
- X-43A – jediná realizovaná varianta
- X-43B – projekt Reusable Combined Cycle Flight Demonstrator měl být demonstrátorem, který by ověřoval koncepci letounu, který by využíval raketový (RBCC) nebo proudový (TBCC) pohon nebo kombinaci obou (RBCC/TBCC) s rychlostním rozsahem od Mach 0,7 do Mach 7.[11]
- X-43C – nerealizovaný společný projekt NASA a USAF, který měl využívat pohonný systém vyvinutý v rámci programu Air Force HyTech.[11] X-43C měl využívat uhlovodíkové palivo. Tato varianta, která měla být větší než varianta X-43A se měla pohybovat rychlostí Mach 5 až Mach 7.[12]
- X-43D – téměř identická varianta X-43A, která měla dosahovat rychlosti až Mach 15. Byla provedena pouze studie proveditelnosti.

## Specifikace (X-43A)

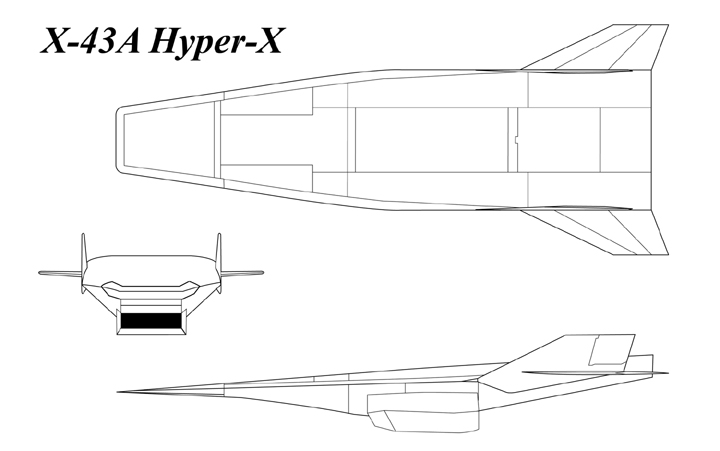
NASA X-43A

Data dle dokumentu Overview With Results and Lessons Learned of the X-43A Mach 10 Flight

### Technické údaje
- Rozpětí: 1,524 m (60")
- Délka: 1,7 m (12' 4")
- Výška: 0,66 m (2' 2")
- Max. vzletová hmotnost : 1 360 kg (3 000 lb)
- Pohonná jednotka: 1x scramjet

### Výkony
- Maximální rychlost: Mach 9,68
- Dostup: 33 223 m (108 999 ft)